# Mission Équitation
 (avril 2015).
Si vous disposez d'ouvrages ou d'articles de référence ou si vous connaissez des sites web de qualité traitant du thème abordé ici, merci de compléter l'article en donnant les références utiles à sa vérifiabilité et en les liant à la section « Notes et références ».
Mission Equitation est une série de jeux vidéo de simulation d'équitation, développés pour PC ou sur Nintendo DS par Mindscape. Le système de jeu consiste à élever des chevaux et à développer leurs compétences pour accomplir les différentes quêtes que l'on retrouve sur les cartes du jeu. Une version MMORPG en ligne du jeu existait, mais le site a été fermé en décembre 2014, alors que la date de fermeture était prévue après la liquidation judiciaire de Mindscape, en 2011, le jeu avait été repris en main par les Editions Montparnasse.

## Liste de jeux
1. Mission Équitation : À la recherche du cheval d'or - PC (novembre 2006)[1],[2]
2. Mission Équitation : Sur la piste des Appaloosas - PC (novembre 2007)
3. Mission Équitation - DS - PC (novembre 2007)
4. Mission Équitation online : Mon Club sur internet - PC, jeu par navigateur (mars 2008)[3]

Les jeux sont ressortis plus-tard aux éditions Real Stories.